# Хартли, Боб
Боб Ха́ртли (фр. Bob Hartley; род. 9 сентября 1960, Хоксбери, Онтарио) — канадский хоккейный тренер. Главный тренер «Локомотива».
С 1998 по 2003 год возглавлял «Колорадо Эвеланш», с которым выиграл Кубок Стэнли в сезоне 2000/01. Также тренировал «Атланту Трэшерз» с 2003 по 2007 год. Был уволен после провального старта сезона 2007/08, когда «Атланта» проиграла шесть первых матчей сезона. После этого начал карьеру на телевидении: работал хоккейным аналитиком на франкоязычном телеканале RDS до лета 2011 года. После чего подписал двухлетний контракт с швейцарским клубом «Цюрих Лайонс» и, будучи главным тренером, в 2012 году выиграл титул чемпиона Швейцарской национальной лиги. С 2012 по 2016 год возглавлял «Калгари Флэймз». 27 мая 2018 года был назначен на пост главного тренера «Авангарда», выступающего в Континентальной хоккейной лиге. В сезоне 2020/21 выиграл Кубок Гагарина. 5 июля 2025 года возглавил «Локомотив».

## Ранние годы
Никогда не играл в Национальной хоккейной лиге, начал тренерскую карьеру с молодёжной команды в своём родном городе Хоксбери. Здесь стал чемпионом, и был замечен представителями «Лаваль Титан» из QMJHL. Когда тренировал юниорскую команду «Хоксбери Хокс», работал полноценный рабочий день в сборочной линии в компании «PPG Industries» в Хоксбери.

## Карьера
Два сезона работы Хартли главным тренером «Лаваль Титан» были достаточно успешными. В первые два сезона «Лаваль Титан» одержал 81 победу и потерпел 52 поражения. В своём втором сезоне в QMJHL он и «Лаваль Титан» выиграли Президентский кубок и дошли до финала Мемориального кубка.

### Американская хоккейная лига
Хартли был нанят в качестве помощника главного тренера «Корнвелл Ацес» Жака Мартина. Когда Мартин был назначен помощником главного тренера «Квебек Нордикс», Хартли стал главным тренером и руководил командой два сезона. Когда «Нордикс» переехал в Денвер, тем самым став «Колорадо Эвеланш», поменялся и фарм-клуб. Хартли был назначен главным тренером «Херши Беарс». В 1997 году он с командой выигрывает Кубок Колдера.

### «Колорадо Эвеланш»
Успехи Хартли с медведями попали на глаза тогдашнему генеральному менеджеру «Эвеланш» Пьеру Лакруа, который искал замену Марку Кроуфорду, который внезапно ушёл в отставку после удивительного выхода в плей-офф. «Колорадо Эвеланш» впервые выиграл свой Северо-Западный дивизион. В плей-офф уступили «Далласу». Во втором сезоне Хартли и «Эвеланш» снова выиграли свой дивизион, в плей-офф уступили в финале Конференций «Далласу», как и год назад. Генеральный менеджер «Колорадо» Рой Бурк сделал победу в Кубке Стэнли целью на сезон. Третий сезон Хартли, в конечном счете, стал наиболее успешным. Эвеланш выиграл Президентский кубок. В плей-офф Кубка Стэнли они поочередно обыграли «Ванкувер Кэнакс», «Лос-Анджелес Кингз», «Сент-Луис Блюз» и в финале «Нью-Джерси Девилз». Хартли принес Кубок Стэнли в родной город Хоксбери, в результате чего трофей посетил завод «PPG Industries». Также в сезоне 2000/01 он был включен в тренерский штаб сборной Северной Америки на матч всех звёзд.
Боб Хартли покинул «Эвеланш» 17 декабря 2002 года, когда команда к декабрю опустилась на дно таблицы, и был заменен на Тони Гранато. Его 193 победы являются рекордом франшизы. Он стал единственным тренером в истории команды, кто одерживал не менее 40 побед за первые четыре сезона.

### «Атланта Трэшерз»
Через месяц после увольнения из «Эвеланш» Хартли был назначен помощником главного тренера «Атланта Трэшерз». Под руководством Хартли восходящая звезда Илья Ковальчук стал победителем Морис Ришар Трофи. По состоянию на 16 апреля 2007 года Хартли стал самым побеждающим тренером в истории франшизы. 17 октября 2007 года Хартли был уволен и временно заменен на Дона Уодделла, который на тот момент являлся генеральным менеджером.

### «Цюрих Лайонс»
14 марта 2011 года Хартли подписал двухлетний контракт с «Цюрих Лайонс» заменив бывшего тренера Сборной Швеции Бенгт-Оке Густафссона, человека, который выиграл золото со сборной Швеции на олимпиаде в Турине. 17 апреля 2012 он выиграл титул чемпиона Швейцарии. Хартли использовал пункт в своем контракте, чтобы вернуться в НХЛ и был заменен на Марка Кроуфорда, человека, которого он заменил в 1998 году в «Колорадо Эвеланш».

### «Калгари Флэймз»
31 мая 2012 года Хартли вернулся в НХЛ, в качестве главного тренера «Калгари Флэймз». В сезоне 2014/2015 «Калгари» под руководством Хартли вышел в плей-офф, где дошёл до полуфинала Западной конференции, уступив «Анахайм Дакс» в пяти матчах. По итогам сезона 2015/2016 «Флэймз» заняли лишь 12-е место конференции, что не позволило клубу выйти в плей-офф. 3 мая 2016 года руководство команды освободило Хартли от занимаемой должности.

### «Авангард»
27 мая 2018 года был назначен на пост главного тренера ХК «Авангард», выступающего в Континентальной хоккейной лиге. Хоккейный клуб «Авангард» заключил контракт сроком на два года. Довёл команду до финала Кубка Гагарина, в котором клуб из Омска уступил в четырёх матчах московскому ЦСКА.
28 апреля 2021 года, оставаясь на посту главного тренера «Авангарда», выиграл Кубок Гагарина. Победу в финале одержали над ЦСКА со счётом в серии 4:2.

### «Локомотив»
5 июля 2025 года стал главным тренером ярославского «Локомотива». 

## Тренерская статистика

### Клубная
| Лига  | Команда          | Год     | Регулярный сезон | Регулярный сезон | Регулярный сезон | Регулярный сезон | Регулярный сезон | Регулярный сезон | Регулярный сезон         | Плей-офф             | Плей-офф             | Плей-офф             | Плей-офф                          |
| Лига  | Команда          | Год     | И                | В                | П                | Н                | OT               | О                | Место в дивизионе        | И                    | В                    | П                    | Результат                         |
| ----- | ---------------- | ------- | ---------------- | ---------------- | ---------------- | ---------------- | ---------------- | ---------------- | ------------------------ | -------------------- | -------------------- | -------------------- | --------------------------------- |
| QMJHL | Лаваль Титан     | 1991/92 | 70               | 38               | 27               | 5                | -                | 81               | 3-й в дивизионе          | 10                   | 4                    | 6                    | Поражение в финале дивизиона      |
| QMJHL | Лаваль Титан     | 1992/93 | 70               | 43               | 25               | 2                | -                | 88               | 1-й в дивизионе          | 13                   | 12                   | 1                    | Победа в Президентском кубке      |
| АХЛ   | Корнвелл Ацес    | 1994/95 | 80               | 38               | 33               | 9                | -                | 85               | 2-й в Южном              | 14                   | 8                    | 6                    | Поражение в третьем раунде        |
| АХЛ   | Корнвелл Ацес    | 1995/96 | 80               | 34               | 34               | 7                | 5                | 80               | 4-й в Центральном        | 8                    | 3                    | 5                    | Поражение во втором раунде        |
| АХЛ   | Херши Беарс      | 1996/97 | 80               | 43               | 22               | 10               | 5                | 101              | 2-й в Атлантическом      | 23                   | 15                   | 8                    | Победа в Кубке Колдера            |
| АХЛ   | Херши Беарс      | 1997/98 | 80               | 36               | 31               | 7                | 6                | 85               | 2-й в Атлантическом      | 7                    | 3                    | 4                    | Поражение во втором раунде        |
| НХЛ   | Колорадо Эвеланш | 1998/99 | 82               | 44               | 28               | 10               | 0                | 98               | 1-й в Северо-западном    | 19                   | 11                   | 8                    | Поражение в финале Конференции    |
| НХЛ   | Колорадо Эвеланш | 1999/00 | 82               | 42               | 28               | 11               | 1                | 96               | 1-й в Северо-западном    | 17                   | 11                   | 6                    | Поражение в финале Конференции    |
| НХЛ   | Колорадо Эвеланш | 2000/01 | 82               | 52               | 16               | 10               | 4                | 118              | 1-й в Северо-западном    | 23                   | 16                   | 7                    | Победа в Кубке Стэнли             |
| НХЛ   | Колорадо Эвеланш | 2001/02 | 82               | 45               | 28               | 8                | 1                | 99               | 1-й в Северо-западном    | 21                   | 11                   | 10                   | Поражение в финале Конференции    |
| НХЛ   | Колорадо Эвеланш | 2002/03 | 31               | 10               | 8                | 9                | 4                | 33               | Уволен                   | —                    | —                    | —                    | —                                 |
| НХЛ   | Атланта Трэшерз  | 2002/03 | 39               | 19               | 14               | 5                | 1                | 44               | 3-й в Юго-восточном      | В плей-офф не попали | В плей-офф не попали | В плей-офф не попали | В плей-офф не попали              |
| НХЛ   | Атланта Трэшерз  | 2003/04 | 82               | 33               | 37               | 8                | 4                | 78               | 2-й в Юго-восточном      | В плей-офф не попали | В плей-офф не попали | В плей-офф не попали | В плей-офф не попали              |
| НХЛ   | Атланта Трэшерз  | 2005/06 | 82               | 41               | 33               | -                | 8                | 90               | 3-й в Юго-восточном      | В плей-офф не попали | В плей-офф не попали | В плей-офф не попали | В плей-офф не попали              |
| НХЛ   | Атланта Трэшерз  | 2006/07 | 82               | 43               | 28               | -                | 11               | 97               | 1-й в Юго-восточном      | 4                    | 0                    | 4                    | Поражение в первом раунде         |
| НХЛ   | Атланта Трэшерз  | 2007/08 | 6                | 0                | 6                | -                | 0                | 0                | Уволен                   | —                    | —                    | —                    | —                                 |
| НЛА   | Цюрих Лайонс     | 2011/12 | 50               | 23               | 19               | -                | 8                | 77               | 7-й в лиге               | 16                   | 12                   | 4                    | Победа в чемпионате Швейцарии     |
| НХЛ   | Калгари Флэймз   | 2012/13 | 48               | 19               | 25               | -                | 4                | 42               | 4-й в Северо-восточном   | В плей-офф не попали | В плей-офф не попали | В плей-офф не попали | В плей-офф не попали              |
| НХЛ   | Калгари Флэймз   | 2013/14 | 82               | 35               | 40               | -                | 7                | 77               | 6-й в Тихоокеанском      | В плей-офф не попали | В плей-офф не попали | В плей-офф не попали | В плей-офф не попали              |
| НХЛ   | Калгари Флэймз   | 2014/15 | 82               | 45               | 30               | -                | 7                | 97               | 3-й в Тихоокеанском      | 11                   | 5                    | 6                    | Поражение во втором раунде        |
| НХЛ   | Калгари Флэймз   | 2015/16 | 82               | 35               | 40               | -                | 7                | 77               | 5-й в Тихоокеанском      | В плей-офф не попали | В плей-офф не попали | В плей-офф не попали | В плей-офф не попали              |
| КХЛ   | Авангард         | 2018/19 | 62               | 39               | 23               | -                | -                | 83               | 4-й в конференции Восток | 19                   | 12                   | 7                    | Поражение в финале Кубка Гагарина |
| КХЛ   | Авангард         | 2019/20 | 62               | 37               | 25               | -                | -                | 83               | 3-й в конференции Восток | 6                    | 2                    | 4                    | Поражение в первом раунде         |
| КХЛ   | Авангард         | 2020/21 | 60               | 36               | 24               |                  |                  | 84               | 2-й в конференции Восток | 24                   | 16                   | 8                    | Победа в Кубке Гагарина           |
| Всего | Всего            | Всего   | 1066             | 536              | 410              | 61               | 59               | 1035             | 6 побед в дивизионе      | 127                  | 72                   | 53                   | 1 Кубок Стэнли, 1 Кубок Гагарина  |

### Международная
| Команда | Турнир  | Групповой этап | Групповой этап | Групповой этап | Групповой этап | Групповой этап | Групповой этап | Групповой этап | Плей-офф             | Плей-офф             | Плей-офф             | Плей-офф               |
| Команда | Турнир  | И              | В              | ВО             | П              | ПO             | О              | Место          | И                    | В                    | П                    | Результат              |
| ------- | ------- | -------------- | -------------- | -------------- | -------------- | -------------- | -------------- | -------------- | -------------------- | -------------------- | -------------------- | ---------------------- |
| Латвия  | ЧМ 2017 | 7              | 3              | 0              | 3              | 1              | 10             | 5-е            | В плей-офф не попали | В плей-офф не попали | В плей-офф не попали | В плей-офф не попали   |
| Латвия  | ЧМ 2018 | 7              | 3              | 1              | 1              | 2              | 13             | 4-е            | 1                    | 0                    | 1                    | поражение в 1/4 финала |
| Латвия  | ЧМ 2019 | 7              | 3              | 0              | 4              | 0              | 9              | 5-е            | В плей-офф не попали | В плей-офф не попали | В плей-офф не попали | В плей-офф не попали   |

## Личная жизнь
У Хартли и его жены Мишлин есть дочь Кристина и сын Стив.
Несмотря на англоязычную фамилию, Хартли — франкоонтарийцы. Французский является его родным языком, а его английский имеет заметный французский акцент.

## Достижения
- Кубок Стэнли — 2001
- Джек Адамс Эворд — 2015
- Кубок Колдера — 1997
- Победа в Северо-восточном дивизионе — 1997—2002
- Победа в Юго-восточном дивизионе — 2007
- Чемпион Швейцарской национальной лиги — 2012
- Президентский Кубок — 1993
- Серебряный призер чемпионата России по хоккею — 2019
- Обладатель Кубка Гагарина: 2021